# لنیگان
لنیگان (به انگلیسی: Llanigon) یک منطقهٔ مسکونی در بریتانیا است که در پویس واقع شده‌است. لنیگان ۴۷۸ نفر جمعیت دارد.